# 캄보즈
캄보즈(Devanagari: कंबोज, Nastaliq: کمبوج, Gurumukhi: ਕੰਬੋਜ ALA-LC: Kamboj)는 인도와 파키스탄의 카스트이자 육성 공동체로, 북쪽에는 수틀레지 계곡, 서쪽에는 물탄, 동쪽에는 야무나 계곡의 카르날 지역에 분포하고 있다.
종교별로는 대부분의 캄보즈들이 힌두교를 따르고 있으며, 상당한 소수가 시크교와 이슬람교를 따르고 있다. 공동체의 무슬림 구성원들을 캄보(Kamboh)라고 부른다. 힌두 캄보즈와 시크 캄보즈는 인도의 펀자브, 하리아나, 잠무 지역에서 발견되며, 무슬림 캄보즈의 대부분은 파키스탄의 펀자브 지방에서 발견된다.
우타르프라데시주에서는 캄보흐 샤이크가 비정규 기병대에서 발견되었지만 보병에 입대하는 경우는 거의 없었다.

## 같이 보기
- 캄보자
- 크메르족